# Corinna Salander
Corinna Salander (* 1967) ist eine deutsche Ingenieurin und Verkehrswissenschaftlerin.

## Leben
Nach einem Physik-Studium an der Christian-Albrechts-Universität zu Kiel promovierte Corinna Salander 1999 am Institut für Elektrische Energietechnik der Technischen Universität Clausthal. Bis 2005 war sie in verschiedenen Positionen bei der DB AG beschäftigt. Von 2005 bis 2009 leitete sie bei der European Railway Agency den Bereich Safety Certification. Anschließend leitete sie bei der DB AG das Projekt „Sicherheitsbescheinigung“. Nach einer Tätigkeit bei Bombardier Transportation ab 2011 war Salander von 2014 bis 2019 Inhaberin der Professur für Schienenfahrzeugtechnik am Institut für Maschinenelemente der Universität Stuttgart. Seit 2018 ist sie Mitglied der Deutschen Akademie der Technikwissenschaften (acatech).
Ab 2020 war Salander Direktorin des in Dresden und Bonn ansässige Deutschen Zentrums für Schienenverkehrsforschung (DZSF) bevor sie ab Februar 2023 die Leitung der Abteilung Eisenbahnen im Amt einer Ministerialdirektorin im Bundesministerium für Digitales und Verkehr (BMDV) antrat. Im Juni 2025 wurde Salander nach der Regierungsneubildung in den einstweiligen Ruhestand versetzt. Ihr Nachfolger wurde Andreas Gehlhaar.
Sie ist mit dem Finanzanalytiker und Journalisten Volker Looman verheiratet.

## Veröffentlichungen
- Das Europäische Bahnsystem: Akteure, Prozesse, Regelwerke, Wiesbaden 2019, ISBN  978-3658234959